# Коханівська сільська рада (Збаразький район)
Коханівська сільська́ ра́да — адміністративно-територіальна одиниця та орган місцевого самоврядування у Збаразькому районі Тернопільської області. Адміністративний центр — село Коханівка.

## Загальні відомості
Коханівська сільська рада утворена в 1940 році.
- Територія ради: 27,71 км²
- Населення ради: 907 осіб (станом на 2001 рік)

## Населені пункти
Сільській раді були підпорядковані населені пункти:
- с. Коханівка
- с. Гнидава
- с. Діброва

## Склад ради
Рада складалася з 12 депутатів та голови.
- Голова ради: Онищук Галина Павлівна
- Секретар ради: Казьмірчук Тамара Олександрівна

### Керівний склад попередніх скликань
| Прізвище, ім'я, по батькові | Основні відомості                                                         | Дата обрання | Дата звільнення |
| --------------------------- | ------------------------------------------------------------------------- | ------------ | --------------- |
| Онищук Галина Павлівна      | Сільський голова, 1965 року народження, освіта вища, член Народної партії | 26.03.2006   | 31.10.2010      |
| Онищук Галина Павлівна      | Сільський голова, 1965 року народження, освіта вища, позапартійна         | 31.10.2010   |                 |

Примітка: таблиця складена за даними сайту Верховної Ради України

### Депутати
За результатами місцевих виборів 2010 року депутатами ради стали:

#### За суб'єктами висування
| Суб'єкт висування | Кількість обраних депутатів | %   |
| ----------------- | --------------------------- | --- |
| Самовисування     | 12                          | 100 |

#### За округами
| № округу | Прізвище, ім'я, по батькові     | Дата визнання обраним | Освіта  | Партійна приналежність | Відомості про обраного депутата             |
| -------- | ------------------------------- | --------------------- | ------- | ---------------------- | ------------------------------------------- |
| 1        | Приступа Лідія Мефодіївна       | 01.11.2010            | середня | позапартійна           | Дитсадок, вихователь                        |
| 2        | Свініковська Неля Михайлівна    | 01.11.2010            | вища    | позапартійна           | ФГ «Надія», бухгалтер                       |
| 3        | Білик Оксана Євгенівна          | 01.11.2010            | середня | позапартійна           | Відділення зв'язку, листоноша               |
| 4        | Онищук Микола Миколайович       | 01.11.2010            | середня | позапартійний          | пенсіонер                                   |
| 5        | Казмірчук Галина Олексіївна     | 01.11.2010            | середня | позапартійна           | Коханівська с.р., секретар                  |
| 6        | Залевський Олександр Трохимович | 01.11.2010            | середня | позапартійний          | тимчасово не працює                         |
| 7        | Фаєр Віктор Олександрович       | 01.11.2010            | вища    | позапартійний          | ТОВ «Україна», агроном                      |
| 8        | Казмірчук Тетяна Володимирівна  | 01.11.2010            | середня | позапартійна           | фельдшерсько-акушерський пункт, завідувачка |
| 9        | Байдецький Василь Віталійович   | 01.11.2010            | вища    | позапартійний          | тимчасово не працює                         |
| 10       | Руденська Наталія Аркадіївна    | 01.11.2010            | середня | позапартійна           | ТЦСО, соціальний працівник                  |
| 11       | Бульчинський Григорій Петрович  | 01.11.2010            | середня | позапартійний          | тимчасово не працює                         |
| 12       | Крижанівська Неля Анатоліївна   | 01.11.2010            | середня | позапартійна           | фельдшерсько-акушерський пункт              |